# 1-Oktanol
Az 1-oktanol, más nevén oktán-1-ol, C8H18O vagy CH3−(CH2)7−OH molekulaképletű, 8 szénatomot és egy hidroxilcsoportot tartalmazó szerves vegyület. Hosszú szénláncának köszönhetően zsíralkoholnak mondható. 81 °C-os lobbanáspont mellett az 1-oktanol mérsékelten gyúlékony. Primer alkoholok csoportjába sorolható, mivel a hidroxilcsoport (−OH) a szénlánc végén, elsőrendű szénatomhoz kapcsolódik. Rokon vegyületei a 2-oktanol, 3-oktanol, 4-oktanol. Szúrós illata van. Az 1-oktanolt főleg parfümök prekurzoraként használják.

## Előállítása
Az iparban etilén trietil-alumíniummal végzett oligomerizálásával, majd a kapott alkil-alumínium-termékek oxidációjával állítják elő. Ez az út Ziegler-alkoholszintézis néven ismert.
Al(C2H5)3  +  9 C2H4   →  Al(C8H17)3
Al(C8H17)3 +  3/2 O2  +  3 H2O  →  3 HOC8H17  +  Al(OH)3
A folyamat során számos alkohol keletkezik, amelyeket desztillációval lehet elválasztani.

## Felhasználás
Az 1-oktanolt többnyire oldószerként használják. Etil-szubsztituált imidazólium-ionos folyadékok oldódnak 1-oktanolban.
Ahogyan az undekán, dekán és oktán, úgy az 1-oktanol is, nagyobb nyomáson hidrogén gázt tud feloldani. Lineáris kapcsolat van hidrogén mólfrakciós oldhatósága (103 xs) és nyomás (P/kPa) között. A nyomás (100 kPa fölötti) növelésével, nő a hidrogén oldhatósága 1-oktanolban.
| Folyadék  | P/kPa  | 103xs       |
| 1-oktanol | 689,5  | 2,46 ± 0,01 |
| 1-oktanol | 861,9  | 3,36 ± 0,13 |
| 1-oktanol | 1034,3 | 4,10 ± 0,33 |
| 1-oktanol | 1206,6 | 4,26 ± 0,33 |
| 1-oktanol | 1379,0 | 5,41 ± 0,40 |

A β-karotin, tetraterpének közé tartozó, a karotin legelterjedtebb formája, amely oldódik 1-oktalol komponensű bináris oldószerekben. Ezen bináris oldószerek, az 1-oktanol mellett levő komponens többnyire ciklohexán, hexán és toluol. A mólfrakció növelésével nő a β-karotin oldhatósága, ellenben a moláris koncentrációja nem függ lineárisan a mólfrakció értékektől.
Az 1-oktanol Lewis-bázisokkal hidrogénkötést alakít ki. Az ECW modellben Lewis-sav, savparaméterei: EA = 0,85 és CA = 0,87.

## Víz/oktanol megoszlási hányados
Az oktanol és a víz nem keverednek. Egy vegyület víz és oktanol közötti megoszlását használjuk az adott molekula P megoszlási hányadosának kiszámítására. A víz/oktanol megoszlás viszonylag jó közelítést jelent az élő rendszerek citoszol és lipid membránjai közötti megoszláshoz.
Számos dermális abszorpciós modell szerint a stratum corneum (az epidermisz legkülső rétege)/víz megoszlási hányados jól megközelíthető a víz/oktanol megoszlási hányados alábbi függvényével:
{\displaystyle \log(K_{sc/w})=a+b\log(K_{w/o})}
Ahol a és b konstansok, {\displaystyle K_{sc/w}} a corneum/víz megoszlási hányados, és {\displaystyle K_{w/o}} a víz/oktanol megoszlási hányados.